# Rochecorbon
Rochecorbon – miejscowość i gmina we Francji, w Regionie Centralnym, w departamencie Indre i Loara.
Według danych na rok 1990 gminę zamieszkiwało 2685 osób, a gęstość zaludnienia wynosiła 157 osób/km² (wśród 1842 gmin Regionu Centralnego Rochecorbon plasuje się na 132. miejscu pod względem liczby ludności, natomiast pod względem powierzchni na miejscu 788.).